# Matthias Stockamp
Matthias Stockamp (* 11. April 1991) ist ein deutscher American-Football-Spieler auf der Position des Offensive Tackle.

## Sportlicher Werdegang
Stockamp stammt aus dem westfälischen Halle. Er begann seine Karriere im Jahre 2008 bei den Bielefeld Bulldogs. In der Saison 2013 schaffte Stockamp den Sprung zum Stammspieler und wurde mit seinem Team Meister der GFL 2 Nord, verpasste aber in der Relegation gegen die Cologne Falcons den Aufstieg in die höchste Spielklasse. Zur Saison 2016 wechselte Stockamp zunächst zu den Troyes Pygargues nach Frankreich, ehe er noch im selben Jahr zum finnischen Club Seinäjoki Crocodiles wechselte. Mit den Crocodiles verlor er das Endspiel um die Meisterschaft mit 0:10 gegen die Helsinki Roosters. Daraufhin kehrte er nach Frankreich zurück und spielte für die Nice Dolphins. Stockamp kehrte nach Finnland zurück und spielte für das Team Wasa Royals. Mit den Royals wurde er 2017 erneut Vizemeister. Zur Saison 2018 wechselte er zu den Triangle Razorbacks ins dänische Velje. Mit den Razorbacks wurde er 2018 dänischer Vizemeister und ein Jahr später dänischer Meister. Im Frühjahr 2022 unterzeichnete Stockamp einen Vertrag beim österreichischen Club Vienna Vikings aus der European League of Football wurde aber nach drei Wochen auf Grund einer Verletzung entlassen. Für die Saison 2023 wurde von denen Wienern erneut unter Vertrag genommen.

## Leben
Matthias Stockamp besuchte das Gymnasium in Steinhagen, das er nach der zwölften Klasse verließ. Er jobbte zunächst in einer Fruchtsaftkelterei und fuhr dort Gabelstapler. Nach seinem Wechsel nach Dänemark nahm er ein Studium in Innovation und Entrepreneurship auf. Gemeinsam mit einem Kommilitonen entwickelte Stockamp ein Kaugummi, welches das Muskelwachstum anregen soll. Matthias Stockamp ist 1,91 Meter groß und wiegt 130 Kilogramm.

## Erfolge
- Dänischer Meister: 2019
- ELF Champion: 2022
- ELF Champion: 2024